# ФК Вадуц
ФК Вадуц је фудбалски клуб из Лихтенштајна. Тренутно се такмичи у Суперлиги Швајцарске, првом рангу фудбалских лига у Швајцарској. Вадуц је 1992. године први пут учествовао у европским такмичењима, захваљујући освајању купа Лихтенштајна учествовао је у Купу победника купова. Откако је угашен Куп победника купова 1999. године Вадуц учествује у Купу УЕФА.
Један од највећих успеха клуба је учествовање у Суперлиги Швајцарске сезоне 2008/09, али је одмах испао из лиге као последњепласирани клуб. У лето 2014. године Вадуц се вратио у највиши ранг такмичења у Швајцарској. Убедљиво је најуспешнији клуб из Лихтенштајна са 48 освојених купова Лихтенштајна а једном су били и шампиони Лихтенштајна.

## Трофеји
- Првенство Лихтенштајна : 1
  - 1936.
- Куп Лихтенштајна : 50
  - 1949, 1952, 1953, 1954, 1956, 1957, 1958, 1959, 1960, 1961, 1962, 1966, 1967, 1968, 1969, 1970, 1971, 1974, 1980, 1985, 1986, 1988, 1990, 1992, 1995, 1996, 1998, 1999, 2000, 2001, 2002, 2003, 2004, 2005, 2006, 2007, 2008, 2009, 2010, 2011, 2013, 2014,  2015, 2016, 2017, 2018, 2019, 2022, 2023, 2024.
- Челенџ лига Швајцарске : 3
  - 2003, 2008, 2014.
- Трећа лига Швајцарске : 2
  - 2000, 2001.

## Вадуц у европским такмичењима
| Сезона  | Такмичење            | Коло          | Земља               | Клуб                  | Резултат            |
| ------- | -------------------- | ------------- | ------------------- | --------------------- | ------------------- |
| 1992/93 | Куп победника купова | Квалификације | Украјина            | Черноморец Одеса      | 0:5, 1:7            |
| 1995/96 | Куп победника купова | Квалификације | Чешка               | Храдец Кралове        | 0:5, 1:9            |
| 1996/97 | Куп победника купова | Квалификације | Летонија            | Универзитате Рига     | 1:1, 1:1 (4:2 пен.) |
|         |                      | 1. коло       | Француска           | ПСЖ                   | 0:4, 0:3            |
| 1998/99 | Куп победника купова | Квалификације | Шведска             | Хелсинборг            | 0:2, 0:3            |
| 1999/00 | Куп УЕФА             | Квалификације | Норвешка            | Боде/Глимт            | 0:1, 1:2            |
| 2000/01 | Куп УЕФА             | Квалификације | Пољска              | Амика Вронки          | 0:3, 3:3            |
| 2001/02 | Куп УЕФА             | Квалификације | Хрватска            | Вартекс Вараждин      | 3:3, 1:6            |
| 2002/03 | Куп УЕФА             | Квалификације | Шкотска             | Ливингстон            | 1:1, 0:0            |
| 2003/04 | Куп УЕФА             | Квалификације | Украјина            | Дњепро Дњепропетровск | 0:1, 0:1            |
| 2004/05 | Куп УЕФА             | 1. коло кв.   | Република Ирска     | Лонгфорд таун         | 1:0, 3:2            |
|         |                      | 2. коло кв.   | Белгија             | Беверен               | 1:3, 1:2            |
| 2005/06 | Куп УЕФА             | 1. коло кв.   | Молдавија           | Дачија Кишињев        | 2:0, 0:1            |
|         |                      | 2. коло кв.   | Турска              | Бешикташ              | 0:1, 1:5            |
| 2006/07 | Куп УЕФА             | 1. коло кв.   | Мађарска            | Ујпешт                | 4:0, 0:1            |
|         |                      | 2. коло кв.   | Швајцарска          | Базел                 | 0:1, 2:1            |
| 2007/08 | Куп УЕФА             | 1. коло кв.   | Грузија             | Динамо Тбилиси        | 0:2, 0:0            |
| 2008/09 | Куп УЕФА             | 1. коло кв.   | Босна и Херцеговина | Зрињски Мостар        | 1:2, 0:3            |
| 2009/10 | Лига Европе          | 2. коло кв.   | Шкотска             | Фалкирк               | 0:1, 2:0            |
|         |                      | 3. коло кв.   | Чешка               | Слован Либерец        | 0:1, 0:2            |
| 2010/11 | Лига Европе          | 2. коло кв.   | Данска              | Брондби               | 0:3, 0:0            |
| 2011/12 | Лига Европе          | 2. коло кв.   | Србија              | Војводина             | 0:2, 3:1пгг         |
|         |                      | 3. коло кв.   | Израел              | Хапоел Тел Авив       | 0:4, 2:1            |
| 2013/14 | Лига Европе          | 1. коло кв.   | Грузија             | Чихура                | 0:0, 1:1пгг         |
| 2014/15 | Лига Европе          | 1. коло кв.   | Гибралтар           | Колеџ Европа          | 3:0, 1:0            |
|         |                      | 2. коло кв.   | Пољска              | Рух Хожов             | 2:3, 0:0            |
| 2015/16 | Лига Европе          | 1. коло кв.   | Сан Марино          | Ла Фјорита            | 5:0, 5:1            |
|         |                      | 2. коло кв.   | Естонија            | Ниме Каљу             | 3:1, 2:0            |
|         |                      | 3. коло кв.   | Швајцарска          | Тун                   | 0:0, 2:2 пгг        |
| 2016/17 | Лига Европе          | 1. коло кв.   | Северна Македонија  | Силекс                | 3:1, 2:1            |
|         |                      | 2. коло кв.   | Данска              | Мидтјиланд            | 0:3, 2:2            |
| 2017/18 | Лига Европе          | 1. коло кв.   | Велс                | Бала таун             | 3:0, 2:1            |
|         |                      | 2. коло кв.   | Норвешка            | Од                    | 0:1, 0:1            |